# Polizeihäftlingslager Grini

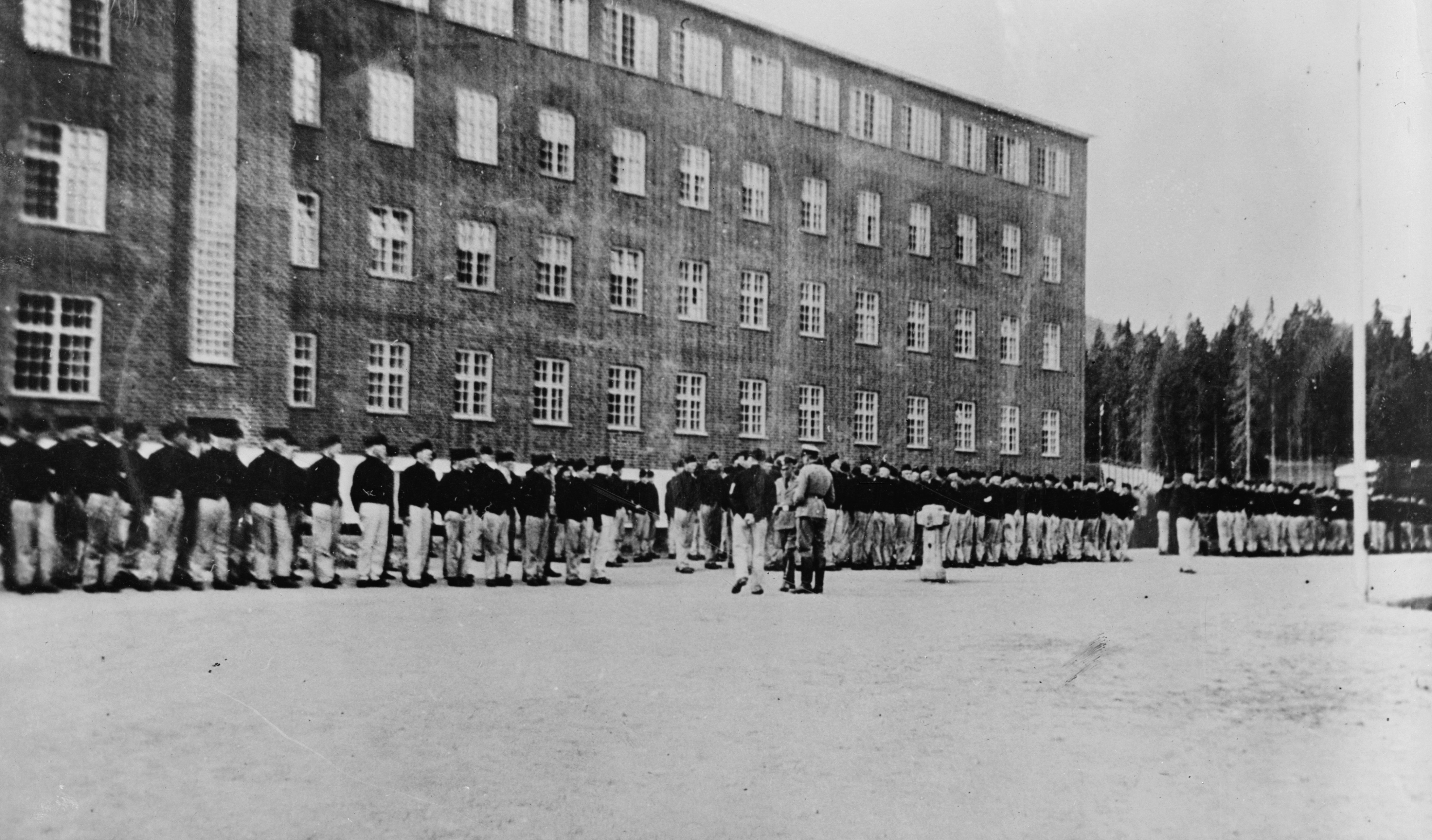
Grini (1941–1943)

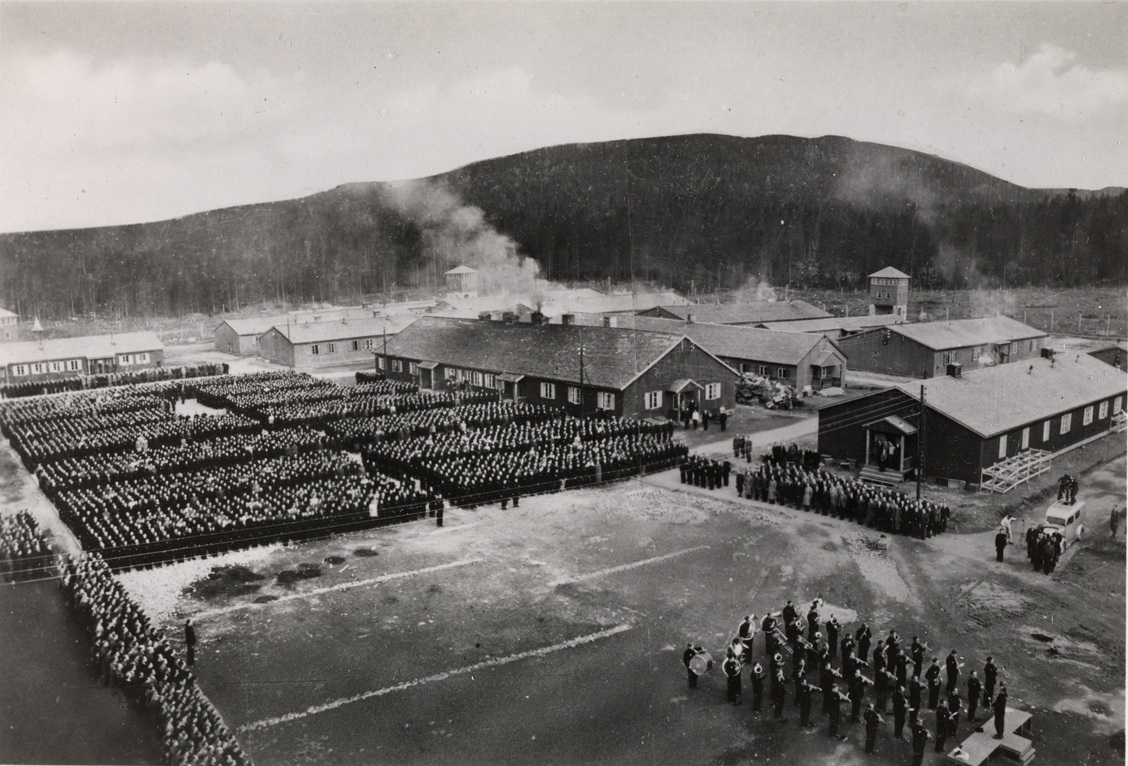
Feierlicher Appell zum Befreiungstag, 8. Mai 1945

Das Polizeihäftlingslager Grini ist ein ehemaliges Konzentrationslager in der norwegischen Gemeinde Bærum, südwestlich von Oslo. Das Lager wurde ursprünglich 1939 als Frauengefängnis errichtet. Zum Zeitpunkt der deutschen Invasion war es noch nicht in Betrieb. Nach der Besetzung Norwegens durch deutsche Truppen diente es ab dem 24. April 1940 zunächst als Gefangenenlager der Wehrmacht. Ab dem 14. Juni 1941 wandelten es die Nationalsozialisten in ein Konzentrationslager der SS für die dauerhafte Internierung von Politischen Gefangenen aus ganz Norwegen um. Erster Häftling war Andreas Møll Hansen, ein Student, der im norwegischen Untergrund aktiv war. Der bekannteste Gefangene war der spätere langjährige norwegische Ministerpräsident Einar Gerhardsen.
Bis Kriegsende waren hier 20.000 Personen inhaftiert, davon bis zu 5.000 gleichzeitig. Aus dem Lager sind Folterungen durch die Gestapo und die Polizei dokumentiert. Von Grini wurden etwa 3.400 Gefangene in Konzentrationslager nach Deutschland oder von Deutschland besetzte Gebiete deportiert. Die Zahl der umgekommenen Häftlinge ist – abgesehen von acht Exekutionen – unbekannt.
Nach dem Krieg wurde das Gefängnis in Ilebu umbenannt und zur Inhaftierung wegen Hochverrats inhaftierter Norweger genutzt. 1950 erfolgte die vorläufige Schließung. Bereits zwei Jahre später wurde es unter dem Namen Ila landsfengsel og sikringsanstalt als Gefängnis für Langzeithäftlinge wiedereröffnet.

## Bekannte Insassen
| - Johannes Andenæs - Reidar Aulie (1904–1977), Maler - Lars Berg - Johan Borgen (1902–1979), Schriftsteller, Journalist und Literaturkritiker - Abraham Borøchstein - Trygve Bratteli (1910–1984), Politiker - Anton Wilhelm Brøgger (1884–1951), Prähistoriker und Politiker - Francis Bull (1887–1974), Literaturhistoriker und Professor - Bronisław Czech (1908–1944), Skisportler - Hermann Fischer - Einar Gerhardsen (1897–1987), Politiker | - Harald Grieg (1895–1972), Verleger - Henrik Groth (1903–1983), Verleger und Essayist - Ole Hallesby (1879–1961), Erweckungsprediger und Professor - Asbjørn Halvorsen (1898–1955), Fußballspieler und -trainer - Odd Hassel (1897–1981), Chemiker - Johan Bernhard Hjort - Petter Hugsted (1921–2000), Skispringer - Gunnar Jahn (1883–1971), Wirtschaftswissenschaftler und Politiker - Helge Gundersen | - Alexander Lange Johnson - Alvild Jørgensen - Per Krohg (1889–1965), Künstler - Marie Lous Mohr - Abelone Møkster - Signe Munch - Otto Nielsen - Odd Nansen (1901–1973), Architekt und Philanthrop - Rasmus Navelsaker - Helge Norseth (1923–2008), Widerstandsaktivist - Peder J. M. Pedersen | - Walter Rothholz (1893–1978), Jurist - Birger Ruud (1911–1998), Skispringer und Skirennläufer - Lauritz Sand - Didrik Arup Seip (1884–1963), Linguist und Professor - Arne Sælensminde - Lars Sæther - Gustav Sønsteby (Vater von Gunnar Sønsteby) - Henrik Sørensen - Nic. Stang (1908–1971), klassischer Philologe und Kunsthistoriker - Kristian Welhaven - Arnulf Øverland (1889–1968), Schriftsteller |